# Bjurhovda
Bjurhovda är ett administrativt bostadsområde och en stadsdel i östra Västerås. 
Gatunamnen på Bjurhovda har anknytning till Sveriges förhistoria. Området har en dokumenterad historia och flera fornlämningar. 
Det finns även gator som är uppkallade efter figurerna i barnboksserien Barna Hedenhös.
Bebyggelsen är övervägande bostadsrättsshus med en del radhus och friliggande villor. I mitten finns ett höghus, Bjurhovdatoppen.
Inom området finns en Coop Konsumbutik och en "fritidspark" med pool på sommaren, lekpark och diverse tillställningar och aktiviteter för familjer och barn.  
Här finns även Bjurhovdaskolan (årskurs f–6), samt två förskolor, Soltorpets förskola och Bjurhovdasmyckets förskola.
Området avgränsas av Tillbergaleden, gränser mot omkringliggande grönområden, Bjurhovdagatan, och Österleden.
Området gränsar i väster till Malmaberg och i söder till Brandthovda.

## Bebyggelse
Bjurhovdatoppen är ett 15 våningars höghus lokaliserat vid östra Bjurhovda centrum. Höghuset mäter en total höjd om 48 meter och stod färdig 1969. Högst upp i huset finns en samlingslokal. 

## Historia och fornlämningar
Den äldsta fornlämningen i området är en cirka 4000 år gammal hällkista från stenålderns sista fas som upptäcktes vid arkeologiska utgrävningar 1968. Hällkistan hade under en period använts till flera begravningar.
I området finns ett bronsåldersröse och många skålgropar, tillknackade i berghällar på flera ställen. Vid 1960-talets utgrävningar fann man också ett stort gravfält från järnåldern där gravgåvorna visade att en mäktig familj innehaft gården vid vikingatidens slutskede. l en av gravarna fann man bl.a. det s.k. Bjurhovdasmycket som från början var huvudet till en dräktnål. När nålen gått av har man någon gång gjort om nålens huvud, som bestod av ett dubbelkors, till ett vackert hängsmycke. Gården var under medeltiden i katolska kyrkans ägo men drogs på 1500-talet, i samband med reformationen, in till kronan.
Under 1700- och 1800-talet var Bjurhovda ett s.k. militieboställe för officerare vid regementet i staden. Från 1863 arrenderade civila brukare gården som fortsatte att vara i statens ägo ända till 1964 när Västerås stad köpte in marken inför planeringen av byggandet av bostadsområdet Bjurhovda. Den sista brukaren av Bjurhovda gård var Eric Agrell och hans maka Anna.
Rolf Grahn, 1949–2019, var från 1980-talet och fram till sin död väldigt aktiv i arbetet med att dokumentera Bjurhovdas historia. År 2012 tilldelades Rolf Grahn Västerås Stads kulturpris, med motiveringen ”för det mångåriga ideella arbetet han gjort för kulturen i Badelunda och Bjurhovda".